# Gonomyia platyphallus
Gonomyia platyphallus är en tvåvingeart som beskrevs av Alexander 1971. Gonomyia platyphallus ingår i släktet Gonomyia och familjen småharkrankar.
Artens utbredningsområde är Panama. Inga underarter finns listade i Catalogue of Life.